# Дорчинець Дмитро Федорович
Дорчинець Дмитро Федорович (24 жовтня 1937, Липча, Хустський район, Закарпатська область) — український та радянський діяч органів внутрішніх справ, генерал-майор міліції; голова Закарпатського облвиконкому (1992—1994).

## Біографія
Народився 24 жовтня 1937 року в селі Липча Хустського району Закарпатської області. Закінчив Московську вищу школу МВС СРСР. Трудову діяльність розпочав 1955 року електрослюсарем шахти «Комінтерн» у Кривому Розі.
З 1962 по 1992 рік працював на різних посадах в органах внутрішніх справ: дільничним уповноваженим Жовтневого РВВС Кривого Рогу, оперуповноваженим карного розшуку Хустського РВМ, старшим оперуповноваженим карного розшуку Воловецького РВВС, інспектором карного розшуку Хустського РВВС, заступником начальника Хустського РВВС, начальником Виноградівського РВВС, начальником відділення карного розшуку УВС Закарпатського облвиконкому. У 1989 році призначений першим заступником начальника УВС Закарпатського облвиконкому. З 1990 року — депутат облради, до цього обирався депутатом Виноградівської районної та Ужгородської міської рад народних депутатів.
З 29 квітня 1992 до травня 1994 року — голова Закарпатської обласної ради. У 1992—1994 роках — Народний депутат України, член комісії з питань правопорядку та боротьби із злочинністю. З травня 1994 до грудня 1995 року — начальник УВС Закарпатської області.

## Джерело
- Закарпаття. Хто є хто. — Випуск 3, 2007. [Архівовано 28 травня 2014 у Wayback Machine.]